# Света Екатерина (Охрид)
„Света Екатерина“ (на македонска литературна норма: „Света Екатерина“) е православна скална църква, разположена край град Охрид, Република Македония.
Църквата е разположена в близост до брега на Охридското езеро, вляво от пътя, който води от Струга към Охрид. Близо е до по-известната скална църква „Свети Еразъм“.